# Heinrich von Heß
Heinrich von Heß, avstrijski feldmaršal, * 1788, † 1870.
1. 1 2 3 4  Record #118550330 // Gemeinsame Normdatei — 2012—2016.
2. 1 2  Dr. Constant v. Wurzbach Heß, Heinrich Freiherr von // Biographisches Lexikon des Kaiserthums Oesterreich: enthaltend die Lebensskizzen der denkwürdigen Personen, welche seit 1750 in den österreichischen Kronländern geboren wurden oder darin gelebt und gewirkt haben — Wien: 1856. — Vol. 8. — S. 415.